# Осиново (Архангельская область)
Оси́ново — деревня в Виноградовском районе Архангельской области России. В 2004—2021 годах являлась центром Осиновского сельского поселения, образованного за счёт присоединения территорий Ваеньгской и Конецгорской сельских администраций.

## География
Осиново находится на правом берегу реки Северная Двина, напротив Двинского Березника, в 306 км от Архангельска. К северо-западу от Осиново находится деревня Молепровод. По селу протекает речка Ольховка, в верхнем конце села находятся Белые озёра. К северо-западу от Осиново располагается Слобода, а к юго-востоку — Шиленьга и Прилук. Через Осиново проходит автодорога Усть-Ваеньга — Осиново — Шиленьга — Корбала — Ростовское — Конецгорье — Рочегда — Кургомень — Топса — Сергеевская — Сельменьга — Борок — Фалюки.

## История
В 1462—1470 годах Осиново Поле считалось землёй «князя великого на Двине». 
Известно, что в 1641 году Осиновская волость подчинялась Усть-Ваге. Позже Осиново входило в состав Подвинской четверти (чети) — Подвинского четвертного правления в Важском уезде (Важской доле, дистрикте) Архангелогородской губернии, затем в Шенкурской половине Важского уезда. С 1780 года — в Шенкурском уезде в Архангельской области Вологодского наместничества, затем Архангельской губернии (наместничества). До 1797 года — в ведении Московского приказа Большого дворца, а с 1797 года — в Департаменте уделов Министерства императорского Двора и уделов.
Первая школа в селе Осиново  Усть-Важской волости была открыта 1 октября 1894 года. В советское время существовал Осиновский сельсовет.
В 1918—1919 годах Осиново было оккупировано интервентами.
Первый сельский совет на территории Осиново образован в 1918 году. В 1955 году к нему был присоединён Шиленьго-Прилукский сельский совет.
С 2006 года Осиново — центр Осиновского сельского поселения.

## Население
| 2002 | 2010 | 2012 |
| ---- | ---- | ---- |
| 445  | ↘359 | ↘307 |

Численность населения деревни Осиново, по данным Всероссийской переписи населения 2010 года, составляет 359 человек. На 01.01.2010, в деревне Осиново числилось 532 жителя. В том числе:
1. Дети 0-3 лет — 11 человек; 4-6 л. — 15 ч; 7-14 л. — 41 ч; 15-17 л. — 29 ч; Итого — 96 ч.
2. Взрослые 18-23 л. — 55 ч; 24-30 л. — 50 ч; 31-55 л. — 173 ч; 56 и старше −158 ч; Итого — 436 человек. В 1888 году в 12 деревнях Осиновского прихода было 1009 душ обоего пола.

## Экономика
В советские годы, в Осиново действовали сельскохозяйственные предприятия — коммуны, колхозы, совхозы («Виноградовский»). В период коллективизации был создан колхоз «1 мая», который позднее вошёл в состав совхоза «Березниковский». В дальнейшем Осиновское отделение совхоза «Березниковский» было передано совхозу «Ваеньгский», а затем был создано ТОО «Осиновский». В Виноградовском районе первой возникла Запань Ельник, расположенная ниже Осиново.

## Культура
МУК «Осиновский центр культуры».

## Достопримечательности
- В Осиново есть памятник погибшим в Гражданской войне на берегу Северной Двины и памятник погибшим в Великой Отечественной войне у администрации поселения. В библиотеке функционирует местный музей.
- На территории Осиново А. Е. Беличенко и А. Г. Едовиным были обнаружены так называемые «курганные могильники», датируемые XIX веком. Возможно это места для складирования золы от смолокуренных печей.

## Этимология
По устному преданию, название произошло от осиновой рощи, которая некогда росла на этом месте.

### Карты
- Топографическая карта P-38-39,40. (Лист Березник)
- Осиново на Wikimapia
- Осиново. Публичная кадастровая карта